# Авс ибн Калам
Авс ибн Калам ибн Батина ибн Јумајхир ел Лихјани је био четврти краљ арапског града Ал-Хире, који је владао од 363. до 368н.е. Његова владавина је накратко прекинула владавину династије Лахмида. Историјски извори га описују као потомка породице арапских хршћанских племића; један његов рођак је у Ал Хири подигао цркву, а други Џариб ибн Шамон постао епископ Ал-Хире. Авс је био тај који је довео породицу Удај ибн Заида у Ал-хиру. Погинуо је у устанку који је подигао Џухџубан ибн Атик ел Лахми, члан лахмидске породице. С обзиром на оскудне и често противуречне изворе, понекад се наводи да је заправо владао у перијоду измећу свог претходника и касијег наследника, обојце из лахмидске династије након смрти Имру ел-Каиса ибн Амра.